# Morti nel 2006/Ottobre
| Questa pagina contiene informazioni ricavate automaticamente dalle voci biografiche con l'ausilio del template Bio e di un bot. L'aggiornamento è periodico e automatico e ricostruisce completamente la pagina. Se manca una persona in questa lista, sei pregato di non aggiungerla, ma accertati piuttosto che la sua voce biografica contenga il template Bio e che i dati anagrafici siano correttamente compilati. Se il template Bio manca, inseriscilo tu stesso o, in alternativa, metti l'avviso {{tmp\|Bio}} che ne segnala la mancanza. Se i dati riportati sono sbagliati, correggi direttamente la voce biografica; le modifiche saranno visibili in questa lista entro pochi giorni. Per chiarimenti vedi il progetto biografie. La lista contiene solo le 141 persone che sono citate nell'enciclopedia e per le quali è stato implementato correttamente il template Bio. Pagina aggiornata al 26 giu 2025. |

- 1º ottobre - Frank Beyer, regista e sceneggiatore tedesco (n. 1932)
- 1º ottobre - Luki Botha, pilota automobilistico sudafricano (n. 1930)
- 1º ottobre - Alan Caillou, attore e sceneggiatore inglese (n. 1914)
- 1º ottobre - Ursula Flick, politica tedesca (n. 1924)
- 1º ottobre - Luigi Malabrocca, ciclista su strada e ciclocrossista italiano (n. 1920)
- 1º ottobre - Atanas Mihajlov, calciatore bulgaro (n. 1949)
- 1º ottobre - Renato Polselli, regista e sceneggiatore italiano (n. 1922)
- 1º ottobre - Enzo Tarascio, attore e doppiatore italiano (n. 1919)
- 1º ottobre - André Viger, atleta paralimpico canadese (n. 1952)
- 2 ottobre - Frances Bergen, attrice statunitense (n. 1922)
- 2 ottobre - Helen Chenoweth-Hage, politica statunitense (n. 1938)
- 2 ottobre - Anselmo Citterio, pistard italiano (n. 1927)
- 2 ottobre - Tamara Dobson, attrice e modella statunitense (n. 1947)
- 2 ottobre - Sergio Donnini, pittore e partigiano italiano (n. 1920)
- 2 ottobre - Francesco Grosso, calciatore italiano (n. 1921)
- 2 ottobre - Paul Halmos, matematico e statistico ungherese (n. 1916)
- 2 ottobre - Mariacristina Gori, docente e storica dell'arte italiana (n. 1954)
- 2 ottobre - Timo Sarpaneva, designer e scultore finlandese (n. 1926)
- 3 ottobre - Peter Norman, velocista australiano (n. 1942)
- 3 ottobre - Michelangelo Russo, politico italiano (n. 1931)
- 4 ottobre - Traian Ionescu, allenatore di calcio e calciatore rumeno (n. 1923)
- 4 ottobre - Riccardo Pazzaglia, scrittore, giornalista e attore italiano (n. 1926)
- 4 ottobre - Ciro Scarponi, clarinettista e compositore italiano (n. 1950)
- 4 ottobre - Don Thompson, marciatore britannico (n. 1933)
- 4 ottobre - Gunnar Åkerlund, canoista svedese (n. 1923)
- 5 ottobre - Franco Alasia, scrittore italiano (n. 1927)
- 5 ottobre - Giuseppe Bonomo, etnologo italiano (n. 1923)
- 5 ottobre - Miroslav Brozović, calciatore jugoslavo (n. 1917)
- 5 ottobre - Cleveland Buckner, cestista e allenatore di pallacanestro statunitense (n. 1938)
- 5 ottobre - Hrvoje Jukić, calciatore jugoslavo (n. 1938)
- 5 ottobre - George King, cestista e allenatore di pallacanestro statunitense (n. 1928)
- 5 ottobre - Speedy Long, politico statunitense (n. 1928)
- 5 ottobre - Antonio Peña, messicano (n. 1951)
- 6 ottobre - Bertha Brouwer, velocista olandese (n. 1930)
- 6 ottobre - Giulio Castelli, imprenditore italiano (n. 1920)
- 6 ottobre - Mona Inglesby, ballerina, coreografa e direttrice artistica britannica (n. 1918)
- 6 ottobre - Valentin Muratov, ginnasta e allenatore di ginnastica artistica sovietico (n. 1928)
- 6 ottobre - Necla Sultan, principessa ottomana (n. 1926)
- 6 ottobre - Umberto Savoia, pittore italiano (n. 1933)
- 6 ottobre - Wilson Tucker, scrittore statunitense (n. 1914)
- 7 ottobre - Abraham Afewerki, cantante eritreo (n. 1966)
- 7 ottobre - Anna Stepanovna Politkovskaja, giornalista russa (n. 1958)
- 7 ottobre - Giuseppe Tocco, politico italiano (n. 1912)
- 8 ottobre - Pavol Hnilica, vescovo cattolico slovacco (n. 1921)
- 9 ottobre - Coccinelle, cantante, attrice e ballerina francese (n. 1931)
- 9 ottobre - Marek Grechuta, cantautore, compositore e paroliere polacco (n. 1945)
- 9 ottobre - Paul Hunter, giocatore di snooker britannico (n. 1978)
- 9 ottobre - Nicola Matteucci, politologo italiano (n. 1926)
- 9 ottobre - Ray Noorda, imprenditore statunitense (n. 1924)
- 9 ottobre - Klaus Renft, musicista tedesco (n. 1942)
- 10 ottobre - Aleksandr Alpatov, calciatore e allenatore di calcio sovietico (n. 1927)
- 10 ottobre - Nedo Barzanti, politico italiano (n. 1937)
- 10 ottobre - Alfred-Louis de Prémare, storico e orientalista francese (n. 1930)
- 11 ottobre - Jacques Sternberg, scrittore belga (n. 1923)
- 12 ottobre - Carlo Acutis, beato italiano (n. 1991)
- 12 ottobre - Todd Bolender, ballerino, coreografo e direttore artistico statunitense (n. 1914)
- 12 ottobre - Eugène Martin, pilota automobilistico francese (n. 1915)
- 12 ottobre - Gillo Pontecorvo, regista, sceneggiatore e attore italiano (n. 1919)
- 13 ottobre - Luigi Bosco, calciatore italiano (n. 1922)
- 13 ottobre - Dino Monduzzi, cardinale e vescovo cattolico italiano (n. 1922)
- 13 ottobre - Joe Szura, hockeista su ghiaccio canadese (n. 1938)
- 14 ottobre - Jared Anderson, bassista statunitense (n. 1974)
- 14 ottobre - Gigi Beccaria, cantante italiano (n. 1920)
- 15 ottobre - Eddie Blay, pugile ghanese (n. 1937)
- 15 ottobre - Derek Bond, attore e sindacalista britannico (n. 1920)
- 15 ottobre - Freddy Fender, cantante e chitarrista messicano (n. 1937)
- 16 ottobre - Garry Bauman, hockeista su ghiaccio canadese (n. 1940)
- 16 ottobre - Lucia Di Cosmo, regista italiana (n. 1960)
- 16 ottobre - Vitalij Michajlovič Kol'cov, regista sovietico (n. 1940)
- 16 ottobre - John Victor Murra, sociologo e antropologo statunitense (n. 1916)
- 16 ottobre - Valentín Paniagua, politico peruviano (n. 1936)
- 16 ottobre - Nello Saito, germanista e drammaturgo italiano (n. 1920)
- 16 ottobre - Ondina Valla, ostacolista e velocista italiana (n. 1916)
- 17 ottobre - Daniel Emilfork, attore cileno (n. 1924)
- 17 ottobre - Megan Meier, statunitense (n. 1992)
- 17 ottobre - Ursula Moray Williams, scrittrice inglese (n. 1911)
- 17 ottobre - Andrea Parodi, cantante e produttore discografico italiano (n. 1955)
- 18 ottobre - Don Christensen, fumettista e animatore statunitense (n. 1916)
- 18 ottobre - Enzo De Giovanni, calciatore e allenatore di calcio italiano (n. 1928)
- 18 ottobre - Fermín Gordejuela, calciatore spagnolo (n. 1933)
- 18 ottobre - Marc Hodler, avvocato e dirigente sportivo svizzero (n. 1918)
- 18 ottobre - Július Korostelev, allenatore di calcio e calciatore cecoslovacco (n. 1923)
- 18 ottobre - Giano Pattini, calciatore e allenatore di calcio italiano (n. 1921)
- 18 ottobre - Mario Francesco Pompedda, cardinale e arcivescovo cattolico italiano (n. 1929)
- 18 ottobre - Anna Russell, attrice, cantante e comica inglese (n. 1911)
- 18 ottobre - Achille Millo, attore, drammaturgo e regista teatrale italiano (n. 1921)
- 18 ottobre - Alvin M. Weinberg, fisico statunitense (n. 1915)
- 19 ottobre - Phyllis Kirk, attrice e attivista statunitense (n. 1927)
- 20 ottobre - Ab'Aigre, fumettista e illustratore svizzero (n. 1949)
- 20 ottobre - Irene Galitzine, stilista russa (n. 1916)
- 20 ottobre - Maxi Herber, pattinatrice artistica su ghiaccio tedesca (n. 1920)
- 20 ottobre - Enrique Martegani, calciatore argentino (n. 1925)
- 20 ottobre - Kaarlo Tuominen, siepista finlandese (n. 1908)
- 20 ottobre - Sergio Veljak, pallavolista e allenatore di pallavolo italiano (n. 1944)
- 20 ottobre - Arnold Viiding, pesista e discobolo estone (n. 1911)
- 20 ottobre - Jane Wyatt, attrice statunitense (n. 1910)
- 21 ottobre - Daryl Duke, regista, produttore televisivo e montatore canadese (n. 1929)
- 21 ottobre - Sira Escudero, cestista paraguaiana (n. 1932)
- 21 ottobre - Milton Selzer, attore statunitense (n. 1918)
- 21 ottobre - Sandy West, batterista e cantautrice statunitense (n. 1959)
- 22 ottobre - Choe Kyu-hah, politico sudcoreano (n. 1919)
- 22 ottobre - Arthur Hill, attore canadese (n. 1922)
- 23 ottobre - Fausto Balilla Albani, aviatore e militare italiano (n. 1917)
- 23 ottobre - Giovanni De Stefanis, ciclista su strada italiano (n. 1915)
- 23 ottobre - Elsa Molè, politica italiana (n. 1912)
- 23 ottobre - Eugène N'Jo Léa, calciatore francese (n. 1931)
- 24 ottobre - Bruno Lauzi, cantautore, compositore e cabarettista italiano (n. 1937)
- 24 ottobre - Dino Leonetti, fumettista italiano (n. 1937)
- 24 ottobre - William Montgomery Watt, orientalista e storico delle religioni britannico (n. 1909)
- 25 ottobre - Johnny Hoekstra, cestista statunitense (n. 1917)
- 25 ottobre - Nina Maksimel'janova, cestista e allenatrice di pallacanestro sovietica (n. 1927)
- 25 ottobre - Arnaldo Picchi, regista teatrale e drammaturgo italiano (n. 1943)
- 25 ottobre - Danny Rolling, serial killer statunitense (n. 1954)
- 25 ottobre - Emilio Vedova, pittore, incisore e partigiano italiano (n. 1919)
- 26 ottobre - Giovanni Godoli, astronomo italiano (n. 1927)
- 26 ottobre - Pontus Hultén, storico dell'arte svedese (n. 1924)
- 26 ottobre - Kintaro Ohki, wrestler sudcoreano (n. 1929)
- 26 ottobre - Rita Thermes, illustratrice e pittrice italiana (n. 1923)
- 27 ottobre - Ariella Farneti, politica italiana (n. 1921)
- 27 ottobre - Ghulam Ishaq Khan, politico pakistano (n. 1915)
- 27 ottobre - Sergio Pinza, pilota motociclistico italiano (n. 1930)
- 27 ottobre - Brad Will, giornalista statunitense (n. 1970)
- 28 ottobre - Red Auerbach, allenatore di pallacanestro e dirigente sportivo statunitense (n. 1917)
- 28 ottobre - Tina Aumont, attrice statunitense (n. 1946)
- 28 ottobre - Trevor Berbick, pugile giamaicano (n. 1954)
- 28 ottobre - Marco Maria Olivetti, filosofo e storico della filosofia italiano (n. 1943)
- 28 ottobre - Margit Pirik, cestista ungherese (n. 1926)
- 29 ottobre - Robert Caswell, sceneggiatore e produttore cinematografico australiano (n. 1946)
- 29 ottobre - Jim Grimm, compositore e musicologo svizzero (n. 1928)
- 29 ottobre - Runer Jonsson, giornalista e scrittore svedese (n. 1916)
- 29 ottobre - Nigel Kneale, scrittore, sceneggiatore e attore mannese (n. 1922)
- 29 ottobre - Giampiero Orsello, politico e giurista italiano (n. 1927)
- 29 ottobre - Francesco Pignatone, politico italiano (n. 1923)
- 30 ottobre - Pedro Alonso Arbeleche, cestista cubano (n. 1910)
- 30 ottobre - Clifford Geertz, antropologo statunitense (n. 1926)
- 30 ottobre - Fahad bin Sa'ud Al Sa'ud, principe, politico e diplomatico saudita (n. 1923)
- 31 ottobre - Francesco Arina, politico italiano (n. 1919)
- 31 ottobre - Carlo Baccarini, doppiatore e direttore del doppiaggio italiano (n. 1930)
- 31 ottobre - Pieter Willem Botha, politico sudafricano (n. 1916)
- 31 ottobre - Amleto Cardone, compositore, direttore di banda e pianista italiano (n. 1910)
- 31 ottobre - Lali Sokolov, imprenditore slovacco (n. 1916)